# Oscar Guldager
Holger Oscar Christian Anders Guldager (* 16. September 1904 in Kopenhagen; † 10. August 1986 in Frederiksberg) war ein dänischer Bahnradsportler.
1922 wurde Oscar Guldager dänischer Meister im Sprint der Amateure. Zwei Jahre später startete er bei den Olympischen Sommerspielen in Paris in zwei Disziplinen: Im Sprint schied er im Halbfinale aus und in der Mannschaftsverfolgung belegte er gemeinsam mit Willy Falck Hansen, Erik Kjeldsen und Edmund Hansen Platz sechs. 1923 siegte er im Grand Prix Kopenhagen bei den Amateuren. 1927 wurde er jeweils Dritter bei den skandinavischen Meisterschaften über einen sowie über zehn Kilometer.